# Communion
| Оценки критиков     | Оценки критиков |
| Источник            | Оценка          |
| ------------------- | --------------- |
| Chronicles of Chaos | [ 2 ]           |
| About.com           | [ 3 ]           |
| Metal.de            | [ 4 ]           |
| Laut.de             | [ 5 ]           |
| Metal1.info         | [ 6 ]           |

Communion — седьмой студийный альбом греческой дэт-метал-группы Septicflesh, вышедший в 2008 году. Он был выпущен 17 марта 2008 года по всему миру и 25 марта 2008 года в Соединенных Штатах на французском лейбле Season of Mist.

## Стилистика альбома
Communion сочетает в себе тяжесть и брутальность дэт-метала с мрачной атмосферой готик-метала с некоторыми влияниями блэк-метала. В альбоме представлены полноценный оркестр и хор с более чем 100 музыкантами, добавляющими классические элементы к песням, во главе с Христосом Антониу, ответственным за аранжировки.
По словам гитариста Сотириса Вагенаса, название альбома означает «общение с нечеловеческими существами», а основная тема альбома — мифология, элементы которой были взяты у различных древних цивилизаций, включая египетскую, эллинскую и шумерскую. Хотя между несколькими песнями есть некоторая взаимосвязь, Communion не является концептуальным альбомом.

## Список композиций
Все тексты написаны Сотирис Вагенас, вся музыка написана Septicflesh.
| №                   | Название             | Длительность |
| ------------------- | -------------------- | ------------ |
| 1.                  | «Lovecraft's Death»  | 4:08         |
| 2.                  | «Anubis»             | 4:17         |
| 3.                  | «Communion»          | 3:25         |
| 4.                  | «Babel's Gate»       | 2:57         |
| 5.                  | «We, The Gods»       | 3:49         |
| 6.                  | «Sunlight/Moonlight» | 4:08         |
| 7.                  | «Persepolis»         | 6:08         |
| 8.                  | «Sangreal»           | 5:16         |
| 9.                  | «Narcissus»          | 3:59         |
| Общая длительность: | Общая длительность:  | 38:13        |

| №   | Название                      | Длительность |
| --- | ----------------------------- | ------------ |
| 10. | «Anubis» (Оркестровая версия) | 3:56         |

## Участники записи
- Спирос Антониу — вокал, бас, художественное оформление
- Сотирис Вагенас — вокал, гитара
- Христос Антониу — гитара, семплирование, оркестровка
- Фотис Бенардо — ударные